# Przemysł Oracz
Przemysł Oracz (cz. Přemysl Oráč) – legendarny książę czeski i założyciel dynastii Przemyślidów.
Podanie o księżnej Libuszy i Przemyśle Oraczu zamieścił na początku XII wieku w swojej kronice Kosmas z Pragi. Według niego, ludzie byli niezadowoleni z rządów księżnej i domagali się księcia. Libusza w proroczym natchnieniu wskazała na swojego małżonka oracza ze wsi Stadice nad rzeką Biliną. Posłańcy księżnej mieli rozpoznać wybrańca po dwóch różnej maści wołach i przekazać mu wolę władczyni oraz uroczystą szatę. Po wysłuchaniu poselstwa odesłał woły „tam skąd przyszły” i wetknął w ziemię kawałek leszczyny, którą je poganiał. Ta natychmiast wypuściła trzy pędy i zakwitła. Następnie ugościł wysłańców ubogą wieczerzą (spleśniałym chlebem i kawałkiem sera). Podczas posiłku dwa pędy leszczyny zwiędły, co Przemysł obwieścił jako wróżbę, iż z licznego rodu jego następców zawsze tylko jeden będzie panem. Następnie udał się na dwór, gdzie poślubił Libuszę i objął władzę. W izbie książęcej nakazał powiesić noszone niegdyś przez siebie chodaki z łyka, na pamiątkę o zmienności losu dla potomnych. Po śmierci Libuszy Przemysł miał poskromić żyjące niezależnie w grodzie Děvin pod władzą Wlasty kobiety i oddał je pod władzę mężów.
Historyczność Przemysła, jak i jego siedmiu następców (Niezamysł, Mnata, Wojen, Unisław, Krzesomysł, Neklan, Gościwit), pozostaje dyskusyjna. Za pierwszego historycznego władcę z dynastii Przemyślidów uchodzi dopiero ósmy następca Przemysła – Borzywoj I.
Niemniej jednak legendarne początki Przemyślidów stały się tematem często wykorzystywanym w czeskiej kulturze. Jednym z najbardziej znanych dzieł poświęconych Przemysłowi Oraczowi i jego małżonce jest opera Bedřicha Smetany Libusza (Libuše).